# Giro d'Italia de 1986
Giro d'Italia 1986 foi a sexagésima nona edição da prova ciclística Giro d'Italia (Corsa Rosa), realizada entre os dias 12 de maio e 2 de junho de 1986.
A competição foi realizada em 22 etapas com um total de 3.865,6 km.
O vencedor foi o ciclista italiano Roberto Visentini. Largaram 171 ciclistas, e o vencedor conclui a prova com a velocidade média de 37,689 km/h.